# Laurent Savard
Pour les articles homonymes, voir Savard.
Laurent Savard est un comédien et écrivain français, auteur du spectacle le bal des pompiers et du livre Gabin sans limites.

## Biographie
Détenteur d'un Bac C, après des études d’ingénieur « qualité », il commence sa carrière aux côtés de Dany Boon, Stéphane Guillon et Jean-Luc Lemoine au Movies, au Splendid puis au Point virgule, considéré comme un comique perturbateur, parallèlement à son activité principale de professeur de Technologie au collège Saint-Justin de Levallois-Perret. Dès 1996, il devient exclusivement auteur et comédien et sa première pièce Y a-t-il un facho dans le frigo ? est produite au Splendid, en 2000. Son spectacle Le bal des pompiers s'inspire de sa vie depuis la naissance, en 2002, de Gabin, son fils autiste et de leur vie à Montmartre. Le 17 février 2014, il lance un appel à François Hollande sur le site du Nouvel Observateur,. Le livre de Jean-Louis Fournier, Où on va, papa ?, confirme son idée de faire rire avec des sujets graves. Son propre livre, « Gabin sans limites » est publié chez Payot, en 2017.

## Carrière

### Théâtre
- Une certaine envie de frapper
- Y a-t-il un facho dans le frigo ?, avec Saïd Serrari et Jean-Rachid,
- Le Bal des Pompiers[10],[11],[12],[13],[14]
- Maxime Moualek dans toute sa grandeur (auteur, metteur en scène)

### Télévision
- 2006 : Les enfants, j'adore ! : Le chauffeur de taxi
- 2005 : Dalida : Le chauffeur de taxi

### Court-métrage
- 2013: Apothéose, de Léolo Victor-Pujebet.
- 2013: Encore raté
- 2014 : Axel Burning de Léolo Victor-Pujebet
- Gaminmg